# Limos
Limos (altgriechisch Λιμός Limós, deutsch ‚Hunger‘) war in der antiken Mythologie die Personifikation des Hungers, was ihn zum Gegenpol von Demeter, der Göttin der Fruchtbarkeit, macht.

Er war laut Hesiod ein Nachkomme der Eris und somit ein Urenkel des Chaos. Seine Geschwister sind unter anderem Ponos, Lethe und Maches. In der römischen Mythologie entspricht ihm Fames.
Laut Ovids Metamorphosen haust Limos in einer eiskalten und düsteren Einöde am äußersten Rand von Skythien, wo der Boden unfruchtbar ist und nichts wächst. 

## Mythos
Demeter sucht die Hilfe von Limos, nachdem sie von dem thessalischen König Erysichthon verärgert wurde, der einen heiligen Hain der Göttin abgeholzt hatte. Da sie Limos nie persönlich treffen kann, schickt sie ihm eine der Oreaden und weist ihn auf diesem Weg an, Erysichthon mit unendlichem Hunger zu verfolgen:
„Den Hunger erblickt sie in steinigem Felde,

Wie er sich Gras ausrupft mit Nägeln und seltenen Zähnen,

Struppig das Haar und blass das Gesicht, hohl liegend die Augen,

Grau die Lippen von Schmutz, voll trockenen Wustes die Kehle,

Spröde die Haut, dadurch die Geweide sich ließen erkennen.

Dürr vorstanden an tief eingehenden Lenden die Knochen;

Stelle des Bauchs war nur für den Bauch; frei, möchte man glauben,

Schwebte die Brust, nur noch von des Rückgrats Flechte gehalten.

Magerkeit hob die Gelenke hervor, und die Scheiben der Knie

Strotzten, und über Gebühr war sichtbar der Knöchel Erhöhung.“

– Ovid, Metamorphosen 8,799–808.
Limos tut, was Demeter ihm befiehlt; um Mitternacht betritt er Erysichthons Gemach, hüllt den König in seine Arme und atmet ihn an: „Sich einhaucht er dem Mann, und den Mund und die Brust und die Kehle weht er ihm an und flößt in die Adern bedürftige Leere.“ Danach wird Erysichthon von einem unstillbaren Hunger erfüllt, der ihn schließlich dazu treibt, sich selbst zu essen.